# Per Olof Palmquist
Lars Per Olof Palmquist, född den 29 juli 1904 i Stockholm, död den 20 augusti 1958 i Djursholm, var en svensk jurist.
Palmquist avlade juris kandidatexamen vid Stockholms högskola 1928 och genomförde tingstjänstgöring 1928–1930. Han tjänstgjorde från 1931 i Svea hovrätt, där han blev tillförordnad fiskal 1932, adjungerad ledamot 1935, assessor 1937 och hovrättsråd 1943. Efter att ha varit revisionssekreterare 1948–1950 blev Palmquist ånyo hovrättsråd 1950. Vid sidan om sin tjänstgöring i hovrätten var han notarie och sekreterare hos Jordbruksutskottet 1935–1939, byråchef för lagar i Jordbruksdepartementet 1943–1945, kanslichef i Bränslekommissionen 1946–1947 och sakkunnig i ett flertal statliga utredningar. Palmquist var häradshövding i Stockholms läns västra domsaga från 1952 till sin död. Han var ledamot i styrelsen för Hissmofors aktiebolag 1947–1952, i Sällskapet för folkundervisningens befrämjande från 1947, i Stockholms läns sparbank från 1953 (ordförande från 1955) samt ordförande i Mellansveriges virkesmätningsförening från 1950. Palmquist publicerade diverse uppsatser i ett flertal tidskrifter och utgav jämte andra Jordbrukets juridiska handbok (1947). Han blev riddare av Nordstjärneorden 1946. Palmquist vilar i sin hustrus familjegrav på Norra begravningsplatsen utanför Stockholm.